# Линда Стирлинг
Ли́нда Сти́рлинг (англ. Linda Stirling; 11 октября 1921, Лонг-Бич, Калифорния — 20 июля 1997, Студио-Сити, Калифорния) — американская шоугёл, модель, актриса кино и телевидения. Во второй половине жизни — доктор философии, преподаватель английского языка и драматического искусства.

## Биография
Луиза Шульц (настоящее имя актрисы) родилась 11 октября 1921 года в городе Лонг-Бич (Калифорния, США). Её родителей звали мистер и миссис Алекс Шульц. Луиза окончила старшую политехническую школу в своём городе. С 12 лет начала изучать драматическое искусство, после школы два года отучилась в «Академии драматических искусств Бена Барда». Была фотомоделью (в частности, участвовала в фотосессии «Парад гламурных девушек Второй мировой войны»), играла в «летних театрах».
Впервые на экране Луиза Шульц (вскоре взявшая себе актёрский псевдоним Линда Стирлинг) появилась в 1943 году в фильме The Powers Girl, где она сыграла практически саму себя — модель. Молодую красавицу режиссёры стали охотно брать к себе на роли, в том числе в киносериалы. За четыре года работы на киностудию Republic Pictures Стирлинг снялась в 25 кинофильмах и киносериалах, но в 1946 году она вышла замуж, родила ребёнка и решила посвятить себя семье, прекратив сниматься. В 1954 году актриса вернулась на экраны, правда, уже на телевизионные: в большом кино она больше никогда не снималась. За пять лет Линда появилась в ряде эпизодов 15 телесериалов, и с 1959 года полностью окончила свою карьеру как актрисы.
После того, как её дети подросли, Стирлинг поступила в Калифорнийский университет в Лос-Анджелесе, который успешно окончила, и в 1972 году, в возрасте 50 лет, получила степень доктор философии по английской литературе. С 1967 по 1990 год преподавала английский язык и драматическое искусство в колледже Глендейла в Глендейле; в 1990 году умер её муж, с которым она прожила вместе более 43 лет, поэтому 68-летняя Стирлинг оставила работу. Будучи преподавателем, старалась дистанцироваться от своего голливудского прошлого, отказываясь поддерживать разговоры на тему её модельного и артистического прошлого.
В 1983 году Стирлинг получила премию «Золотой ботинок» за вклад в развитие вестерн-кинофильмов.
Линда Стирлинг скончалась 20 июля 1997 года в районе Студио-Сити (Лос-Анджелес, Калифорния) от рака.

### Личная жизнь
20 декабря 1946 года Линда Стирлинг вышла замуж за малоизвестного сценариста Слоана Нибли (1908—1990). Пара прожила вместе всю жизнь, более 43 лет, до самой смерти Нибли в 1990 году. От этого брака остались двое сыновей, Крис и Тим.

## Избранная фильмография
Карьера Стирлинг как актрисы чётко делится на две части. С 1944 по 1947 год она снялась в 24 кинофильмах и киносериалах, затем в её карьере наступил перерыв. Далее, с 1954 по 1959 год она снялась в 19 эпизодах 15 телесериалов.
Широкий экран (киносериалы)
- 1944 — Женщина-тигрица[англ.] / The Tiger Woman — Женщина-тигрица (Рита Арнольд)
- 1944 — Чёрный кнут Зорро[англ.] / Zorro's Black Whip — Барбара Мередит («Чёрный Кнут»)
- 1945 — Охота на людей на Таинственном острове[англ.] / Manhunt of Mystery Island — Клэр Форрест
- 1945 — Пурпурный монстр наносит удар[англ.] / The Purple Monster Strikes — Шейла Лейтон
- 1946 — Малиновый призрак[англ.] / The Crimson Ghost — Диана Фарнсуорт
- 1947 — Джесси Джеймс снова в седле[англ.] / Jesse James Rides Again — Энн Болтон

Широкий экран (полнометражные фильмы)
- 1944 — Сан-Антонио Кид[англ.] / The San Antonio Kid — Энн Тейлор
- 1944 — Странники в ночи / Strangers in the Night — Розмари на портрете (в титрах не указана)
- 1944 — Шериф Сандауна[англ.] / Sheriff of Sundown — Лоис Карпентер
- 1944 — Линчеватели Додж-Сити[англ.] / Vigilantes of Dodge City[10] — Кэрол Франклин
- 1945 — Ужас в Топике[англ.] / The Topeka Terror — Джун Харди
- 1945 — Шериф Симаррона[англ.] / Sheriff of Cimarron — Хелен Бёртон
- 1945 — Всадники Санта-Фе[англ.] / Santa Fe Saddlemates — Энн Мортон
- 1945 — Дакота[англ.] / Dakota — конферансье (в титрах не указана)
- 1945 — Фургон катит на Запад[англ.] / Wagon Wheels Westward — Арли Адамс
- 1946 — Секрет Мадонны[англ.] / The Madonna's Secret — Хелен Норт
- 1946 — Отмычка к опасности[англ.] / Passkey to Danger — модель (в титрах не указана)
- 1946 — Невидимый информатор[англ.] / The Invisible Informer — Ив Роджерс
- 1946 — Таинственный мистер Валентайн[англ.] / The Mysterious Mr. Valentine — Джанет Спенсер
- 1946 — Рейнджеры Рио-Гранде[англ.] / Rio Grande Raiders — Нэнси Хардинг
- 1946 — Великолепный жулик[англ.] / The Magnificent Rogue — в роли самой себя (в титрах не указана)
- 1947 — Претендент / The Pretender — Фло Ронсон

Телевидение
- 1954—1955 — Приключения Кита Карсона[англ.] / The Adventures of Kit Carson — разные роли (в 3 эпизодах)
- 1955—1956 — Миллионер[англ.] / The Millionaire — разные роли (в 2 эпизодах)